# Joan O'Brien
Joan Marie O'Brien (Cambridge, 14 febbraio 1936 – San Antonio, 5 maggio 2025) è stata un'attrice e cantante statunitense.

## Biografia
Joan O'Brien, figlia di David e Rita O'Brien, nacque il giorno di San Valentino del 1936 a Cambridge (Massachusetts). La famiglia si trasferì in California quando Joan era ancora una bambina, e nel Golden State la O'Brien si diplomò presso la Chaffey Union High School di Ontario.
Notata, appena tredicenne, per le sue doti canore dalla stella del country Cliffie Stone, la O'Brien divenne una presenza fissa nello show televisivo dell'artista Hometown Jamboree, prima di passare, nel 1954, al The Bob Crosby Show, dove rimase fino all'ultima edizione del programma, nel 1958.
Dopo aver esordito sul grande schermo con una pellicola minore, Handle with Care (1958), venne scelta come coprotagonista nel film Operazione sottoveste (1959), in cui interpretò Dolores Crandall, la procace ma goffa infermiera militare di cui si innamora il capitano Matt Sherman (Cary Grant), comandante del sommergibile americano "Sea Tiger".
Subito dopo l'attrice partecipò a due western interpretati da John Wayne, La battaglia di Alamo (1960), e I comanceros (1961).
Nel corso degli anni sessanta lavorò prevalentemente in televisione, comparendo tra l'altro due volte nella celebre serie poliziesca Perry Mason.

## Vita privata
Sposatasi cinque volte, due delle quali per solo un anno, ebbe una breve storia con Elvis Presley, conosciuto sul set del film Bionde, rosse, brune... (1963).

## Filmografia

### Cinema
- Handle With Care, regia di David Friedkin (1958)
- Operazione sottoveste (Operation Petticoat), regia di Blake Edwards (1959)
- La battaglia di Alamo (The Alamo), regia di John Wayne (1960)
- I comanceros (The Comancheros), regia di Michael Curtiz (1961)
- Gli ammutinati di Samar (Samar), regia di George Montgomery (1962)
- Apache in agguato (Six Black Horses), regia di Harry Keller (1962)
- Sherlocko... investigatore sciocco (It's Only Money), regia di Frank Tashlin (1962)
- Bionde, rosse, brune... (It Happened at the World's Fair), regia di Norman Taurog (1963)
- Get Yourself a College Girl, regia di Sidney Miller (1964)

### Televisione
- The Liberace Show – serie TV, 1 episodio (1954)
- Il tenente Ballinger (M Squad) – serie TV, 1 episodio (1958)
- Man Without a Gun – serie TV, 1 episodio (1959)
- Markham – serie TV, 1 episodio (1954)
- Avventure lungo il fiume (Riverboat) – serie TV, 1 episodio (1959)
- The Alaskans – serie TV, episodio 1x31 (1960)
- Bronco – serie TV, 1 episodio (1960)
- The Chevy Mystery Show – serie TV, episodio 1x10 (1960)
- The Deputy – serie TV, 1 episodio (1960)
- Lock-Up – serie TV, episodio 2x04 (1960)
- The Islanders – serie TV, 1 episodio (1960)
- Bat Masterson – serie TV, 3 episodi (1959-1960)
- The Westerner – serie TV, 1 episodio (1960)
- Carovane verso il West (Wagon Train) – serie TV, 2 episodi (1960)
- Cheyenne – serie TV, episodio 5x06 (1961)
- Bringing Up Buddy – serie TV, 1 episodio (1961)
- Avventure in paradiso (Adventures in Paradise) – serie TV, episodio 2x29 (1961)
- Whispering Smith – serie TV, episodio 1x20 (1961)
- Bachelor Father – serie TV, 3 episodi (1960-1961)
- The Roaring 20's – serie TV, 1 episodio (1961)
- Surfside 6 – serie TV, episodio 2x09 (1961)
- General Electric Theater – serie TV, episodio 10x13 (1961)
- Outlaws – serie TV, episodio 2x16 (1962)
- The Tall Man – serie TV, 1 episodio (1962)
- Gli uomini della prateria (Rawhide) – serie TV, episodio 4x21 (1962)
- Follow the Sun – serie TV, episodio 1x22 (1962)
- Bus Stop – serie TV, episodio 1x22 (1962)
- The Dick Van Dyke Show – serie TV, 1 episodio (1964)
- The Lieutenant – serie TV, episodio 1x25 (1964)
- Il virginiano (The Virginian) – serie TV, episodio 3x02 (1964)
- Organizzazione U.N.C.L.E. (The Man from U.N.C.L.E.) – serie TV, episodio 1x06 (1964)
- Perry Mason – serie TV, 2 episodi (1960-1965)
- Valentine's Day – serie TV, 1 episodio (1965)

## Doppiatrici italiane
- Rita Savagnone in Operazione sottoveste; Bionde, rosse, brune...
- Maria Pia Di Meo in La battaglia di Alamo; Sherlocko... investigatore sciocco
- Dhia Cristiani in Apache in agguato